# Phelsuma nigra
Phelsuma nigra är en ödleart som beskrevs av  Oskar Boettger 1913. Phelsuma nigra ingår i släktet Phelsuma och familjen geckoödlor. IUCN kategoriserar arten globalt som nära hotad. Inga underarter finns listade i Catalogue of Life.